# 法律事務所MIRAIO
弁護士法人法律事務所MIRAIO（べんごしほうじんほうりつじむしょミライオ）は、日本の法律事務所。

## 沿革
- 2001年 西田研志弁護士により前身となる「法律事務所ホームロイヤーズ」として開設。
- 2009年 「法律事務所MIRAIO」に名称変更。
- 2011年 弁護士法人化。

## 業務分野
- B型肝炎訴訟
- 離婚
- 相続・遺言
- 成年後見・財産管理
- 中小企業支援
- 契約書リーガルチェック

## 関連書籍
- サルでもできる弁護士業（西田研志著　幻冬舎　2008年　ISBN 9784344996557）
- 眠れる二〇兆円マーケット（西田研志著　幻冬舎　2008年　ISBN 9784344996571）
- 弁護士業界の革命児、起つ（西田研志著　幻冬舎　2008年　ISBN 9784344996564）